# ペッテリ・オルポ
アンティ・ペッテリ・オルポ（フィンランド語: Antti Petteri Orpo、フィンランド語発音: [ˈɑntːi ˈpetːeri ˈorpo]; 1969年11月3日 - ） は、フィンランドの政治家。2016年から国民連合党の党首を務め、2023年からフィンランドの首相を務める。同年の議会選挙の後、フィンランド議会議長を一時的ながら務めた。2023年4月2日に行われた総選挙でオルポ率いる国民連合党が得票率20.8%、48議席を獲得して勝利。

## 経歴
1969年にコユリオで誕生。1989年にサキュラ高校を卒業後、トゥルク大学に入学。12年の時を経て、政治学の修士号を取得して卒業。在学中は1997年から1年、フィンランド学生連合会長を務めている。議会議員になるまではトゥルク大学教育センター職員を務めた経験もある。1996年から2005年まではトゥルク市議会議員に当選。2007年の総選挙で6069票を集め、国会議員に当選。2015年にはユハ・シピラ政権下で内務大臣に就任。在任中は2015年欧州難民危機の対応に追われ、最悪の場合は国境の閉鎖を検討する可能性があると示唆した。
2016年6月22日にはアレクサンデル・ストゥブの後任として財務大臣に任命された。2017年には財政の均衡を図る計画の鍵となる医療と地方政府の大規模な改革が課題となっていたため、軋轢関係となった真のフィンランド人と連立政権を解消した。2016年から2019年には欧州投資銀行理事会メンバー、多数国間投資保証機関委員を歴任 。2023年総選挙の活動では所得税の減税だけでなく、公債と年間財政赤字の削減を掲げた。2023年6月20日、議会議長の辞任後すぐ同国首相に選出され、同日中に大統領より任命され連立政権を発足させた。